# Lista de envolvidos no Escândalo do Mensalão no Distrito Federal
Entre os envolvidos no Escândalo do Mensalão no Distrito Federal estão o ex-chefe de gabinete de Arruda, Domingos Lamoglia, que foi nomeado pelo governador conselheiro do Tribunal de Contas do Distrito Federal, o atual chefe de gabinete, Fábio Simão, o chefe da Casa Civil, José Geraldo Maciel, o secretário de educação, José Luiz Valente, e o assessor de imprensa, Omézio Pontes, além da líder do governo, deputada distrital Eurides Brito, e do presidente na Câmara Legislativa, Leonardo Prudente. E dois deputados distritais, Rogerio Ulysses e Pedro do Ovo.
Em 28 de novembro, Arruda é apontado pela Polícia Federal como o comandante de um esquema de arrecadação e distribuição de propina a deputados da base de apoio ao governo distrital.
Durval Barbosa acusou tanto políticos como donos de empresas. Os citados estão sendo investigados pelo Superior Tribunal de Justiça (STJ), sendo que até o momento ninguém foi indiciado e os elementos ainda não foram considerados conclusivos pela Justiça.

## Lista de Envolvidos
Abaixo segue uma relação de pessoas envolvidas no escândalo
- Durval Barbosa, então Secretário de Relações Institucionais do Governo do Distrito Federal, principal informante da operação, motivado pelo benefício da delação premiada, uma vez que responde a vários processos na Justiça.
- José Roberto Arruda, governador do Distrito Federal.
- Paulo Octávio, vice-governador do Distrito Federal e presidente regional do DEM.[5]
- Adalberto Monteiro, presidente do PRP no Distrito Federal.
- Alcir Collaço, dono do jornal Tribuna do Brasil.
- Benedito Domingos, deputado distrital e presidente regional do PP.
- Cristina Boner, dona do grupo TBA.
- Deborah Guerner, promotora de Justiça do Distrito Federal (MPDFT).[4]
- Divino Omar Nascimento, presidente do PTC no Distrito Federal.
- Domingos Lamóglia, Conselheiro de Tribunal de Contas do Distrito Federal.
- Eurides Brito, a deputada distrital do PMDB e líder do governo na Câmera Legislativa.[6]
- Fábio Simão, ex-chefe de gabinete da Governadoria.
- Fernando Antunes, presidente regional do PPS e secretário-adjunto da Secretaria de Saúde.
- Gilberto Lucena, dono da Linknet.
- João Luiz, subsecretário de Recursos Humanos da Secretaria de Saúde do Distrito Federal.
- José Celso Gontijo, dono da construtora JC Gontijo Engenharia.
- José Geraldo Maciel, ex-chefe da Casa Civil.
- José Humberto, secretário de governo e dono da empresa Combral.
- José Luiz Valente, ex-secretário de Educação.
- José Luiz Vieira Naves, secretário de Planejamento na gestão de Maria Abadia e hoje presidente da Companhia Habitacional do Distrito Federal.
- Júnior Brunelli, deputado distrital pelo PSC, tendo sido corregedor da Câmara Legislativa.
- Leonardo Bandarra, procurador-geral de Justiça do Distrito Federal (MPDFT).[4]
- Leonardo Prudente, deputado distrital pelo DEM, atual presidente da Câmara Legislativa do Distrito Federal.
- Luiz França, subsecretário de Justiça e Cidadania.
- Márcio Machado, atual secretário de Obras e presidente do PSDB no Distrito Federal.
- Marcelo Carvalho, diretor do grupo empresarial Paulo Octávio.
- Nerci Soares Bussamra, diretora comercial da Uni Repro Serviços Tecnológicos.
- Odilon Aires, ex-deputado distrital pelo PMDB e atual presidente do Instituto de Atendimento à Saúde do Servidor do Distrito Federal.
- Omésio Pontes, assessor de comunicação.
- Orlando José Pontes, dono da empresa de comunicação e marketing Notabilis.
- Paulo Pestana, assessor da secretaria de Comunicação Social do Governo do Distrito Federal.
- Paulo Roberto, diretor do DFTrans.
- Paulo Roxo, apontado como outro dos captadores de recursos para Arruda.
- Pedro Marcos Dias, suplente de deputado distrital do PRP.
- René Abujalski, citado como dono da empresa Nova Fase.
- Ricardo Pena, Secretário de Planejamento e citado como dono da empresa Soma.
- Roberto Giffoni, secretário de Ordem Pública.
- Rogério Ulisses, deputado distrital pelo PSB e presidente da Comissão de Constituição e Justiça da Câmara Legislativa.
- Romeu Gonzaga Neiva, desembargador do Tribunal de Justiça do Distrito Federal (TJDFT).